# Dakota megye (Nebraska)
Dakota megye az Amerikai Egyesült Államokban, azon belül Nebraska államban található. Megyeszékhelye Dakota City, legnagyobb városa South Sioux City. Lakosainak száma 21 582 fő (2020. április 1.). Dakota megye Union, Woodbury, Thurston és Dixon megyékkel határos.

## Népesség
A megye népességének változása:
| Lakosok száma | 21 032 | 20 846 | 20 853 | 20 947 | 20 781 | 21 582 |
|               | 2010   | 2011   | 2012   | 2013   | 2015   | 2020   |